# Пуэртояно (футбольный клуб)
«Пуэртояно» (исп. CD Puertollano) — бывший испанский футбольный клуб из одноимённого города, в провинции Сьюдад-Реаль в автономном сообществе Кастилия — Ла-Манча. Домашние матчи проводил на стадионе «Сьюдад де Пуэртояно», вмещающем 7 240 зрителей. В Примере команда никогда не выступала, лучшим результатом является 2-е место в Сегунде в сезоне 1967/68.

## Прежние названия
- 1948—1988 — «Кальво Сотело»
- 1988—1999 — «Пуэртояно Индастриал»
- 1999—2015 — «Пуэртояно»

## Сезоны по дивизионам
- Сегунда — 11 сезонов
- Сегунда B — 13 сезонов
- Терсера — 40 сезонов
- Региональные лиги — 4 сезона

## Известные игроки и воспитанники
- Антонио Бьоска
- Мануэль Зунига
- Маркитос
- Патрик Сюффо